# Leptospira biflexa
Leptospira biflexa es una especie de bacteria espiroqueta del género Leptospira y fue el primer genoma de Leptospira saprofita que se secuenció y reveló un total de 3590 genes que codifican proteínas distribuidas en tres replicones circulares.

## Morfología y fisiología
Es una bacteria en forma de hélice que contiene flagelos periplásmicos que permiten una alta motilidad y pueden contribuir a la virulencia en especies patógenas y la colonización de diversos entornos. Los estudios han identificado 5 proteínas de bactofilina asociadas con propiedades del citoesqueleto que se conservan en todas las especies de la familia Leptospiraceae. Se descubrió que la familia de proteínas LbbD influye en la distancia de paso helicoidal y la estructura helicoidal de esta especie; a su vez, se observó un impacto en la motilidad y la capacidad para tolerar el estrés de la pared celular.

## Importancia
Debido a la rápida tasa de crecimiento y la facilidad de manipulación genética, el uso de esta especie de bacteria modelo permite conocer las funciones de los genes dentro de Leptospira. Leptospira biflexa contiene una barrera mecánica de lipopolisacáridos dentro de la membrana externa para defenderse contra agentes hidrofílicos y compuestos tóxicos. Un estudio realizado encontró que hay 29 genes asociados con la sensibilidad mutagénica EtBr dentro de esta especie. Se descubrió que sigma-54 controla los genes involucrados en la absorción y el metabolismo del nitrógeno, incluidos ABTB1, glnB-amtB2, ntrX y narK, que contribuyen a la supervivencia ambiental a largo plazo de Leptospira biflexa.